# 헬리콥터 상형문자

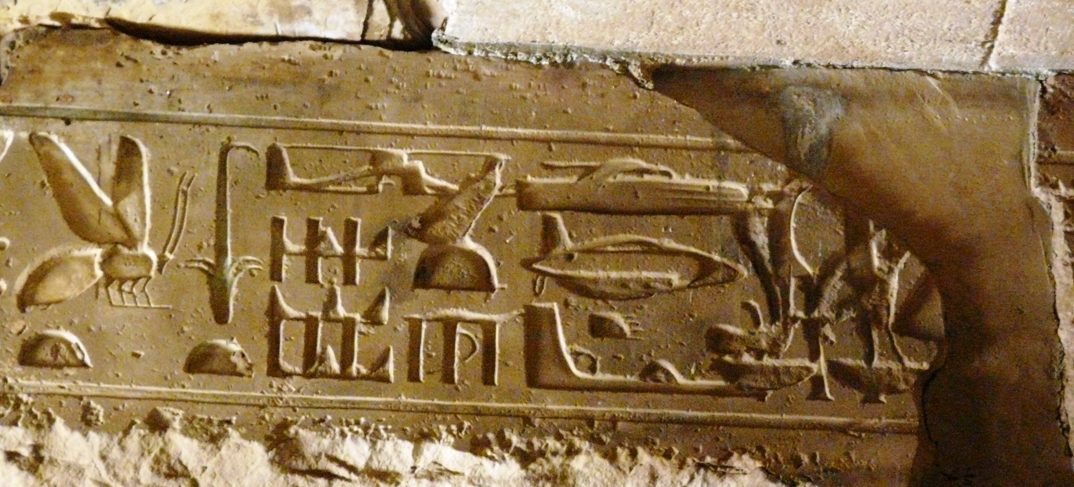
세티 1세 사원의 상형문자.

헬리콥터 상형문자는 아비도스의 세티 1세 사원에 새겨진 카르투슈 조각이다. 고대 우주비행사설 서클에서는 이 상형 문자가 헬리콥터를 묘사한 오파츠 유물일 뿐만 아니라 현대 기술의 또다른 본보기라고 해석하고 있다. 그러나 이집트학자들은 실제로 새겨진 조각에서 핵심적인 부분들은 지워진 채, 수정된 이미지가 널리 배포되면서 벌어진 변상증 현상일 뿐이라며 일축한다.
이례적인 것은 세대에 따라 재사용된 카르투슈의 제작이다. 초기 조각은 세티의 통치 기간 동안 만들어졌고, 돌은 나중에 하나의 조각의 위에 존재하여 람세스 2세의 기간 동안 재사용되었다. 복기지의 효과는 침식이 원래의 장소에 조각을 만드는 것과 결부된다.

## 같이 보기
- 덴데라 등